# Temple (Texas)
Temple is een plaats (city) in de Amerikaanse staat Texas, en valt bestuurlijk gezien onder Bell County.

## Demografie
Bij de volkstelling in 2000 werd het aantal inwoners vastgesteld op 54.514.
In 2006 is het aantal inwoners door het United States Census Bureau geschat op 54.984, een stijging van 470 (0,9%).

## Geografie
Volgens het United States Census Bureau beslaat de plaats een oppervlakte van
169,5 km², waarvan 169,3 km² land en 0,2 km² water. Temple ligt op ongeveer 157 m boven zeeniveau.

## Plaatsen in de nabije omgeving
De onderstaande figuur toont nabijgelegen plaatsen in een straal van 24 km rond Temple.

## Geboren
- Rip Torn (1931-2019), filmacteur
- Bernard Harris (1956), astronaut